# Aphaenogaster aktaci
Aphaenogaster aktaci is een mierensoort uit de onderfamilie van de Myrmicinae. De wetenschappelijke naam van de soort is voor het eerst geldig gepubliceerd in 2008 door Kiran & Tezcan.